# 祁敕
祁敕（1481年—1533年），字惟允，號棠野，廣東廣州府東莞縣人，軍籍，明朝政治人物。

## 生平
弘治十七年（1504年）甲子科廣東鄉試第三名舉人。正德十二年（1517年）中式丁丑科會試第七十二名，登第二甲第一百一十名進士。工部观政，以例归省。十五年授刑部貴州司主事，因季兄祁政赴京赶考，卒于途中，遂称病护喪回乡。嘉靖三年（1524年）復除刑部福建司主事，七月伏闕争大禮議，六年升雲南司署员外郎，六月晋本部四川司署郎中，嘉靖七年（1528年）四月与户部主事林云同主考广西乡试。出为江西饶州府知府，十一年二月以稽误圜丘磁砖，被逮问罪，左遷远方雜職，贬貴州婺川县典史，九月行至袁州，得病归家就医，卒于家，年五十三。

## 家族
曾祖祁振宗；祖父祁秉剛，贈奉直大夫戶部員外郎；父祁順，曾任江西布政司左布政使。前母鍾氏（贈宜人）；母廖氏，封太夫人。慈侍下。兄祁敏（户部郎中）、祁敩、祁孜（贡士）、祁政（贡士）。弟祁敦。